# Elaterium
Elaterium is een geslacht van kevers uit de familie  
kniptorren (Elateridae).
Het geslacht is voor het eerst wetenschappelijk beschreven in 1854 door Westwood.

## Soorten
Het geslacht omvat de volgende soort:
- Elaterium pronaeus Westwood, 1854